# Beach 25th Street
Beach 25th Street – stacja metra nowojorskiego, na linii A. Znajduje się w dzielnicy Queens, w Nowym Jorku i zlokalizowana jest pomiędzy stacjami Beach 36th Street i Far Rockaway – Mott Avenue. Została otwarta 28 czerwca 1956.